# ایواتو
ایواتو (به لاتین: Ivato) یک منطقهٔ مسکونی در ماداگاسکار است که در آمبوهیدراتریمو واقع شده‌است. ایواتو ۵۲٬۳۷۶ نفر جمعیت دارد و ۱٬۲۵۹ متر بالاتر از سطح دریا واقع شده‌است.